# Harri Levo
Harri Levo (* 14. prosince 1990) je finský rychlobruslař.
V sezóně 2009/2010 startoval ve Světovém poháru juniorů, další roky závodil pouze v regionálních závodech. Ve Světovém poháru se poprvé představil v roce 2015. Na Mistrovství Evropy 2018 získal stříbrnou medaili v týmovém sprintu.